# Lista de fusões em Aichi
Aqui está uma lista de fusões em Aichi (prefeitura), Japão no  período Heisei (ou seja, o período atual).

## Fusões de 1 de abril de 1999 a presente
- Em 20 de agosto de 2003 - a vila de Tahara absorveu a vila de Akabane (ambas do Atsumi distrito) para criar a cidade de Tahara.
- On April 1, 2005 - as vilas de Heiwa e Sobue (ambas do Nakashima distrito) foram fundidas na cidade expandida de Inazawa. Nakashima distrito foi dissolvido como resultado dessa fusão.
- Em 1 de abril de 2005 - a cidade de Bisai, e a vila de Kisogawa (do Haguri distrito) foram fundidas na cidade expandida de Ichinomiya. Haguri distrito foi dissolvido como resultado dessa fusão.
- Em 1 de abril de 2005 - as vilas de Saya e Saori, e as aldeias de Hachikai e Tatsuta (tudo de Ama distrito) foram fundidas para criar a cidade de Aisai.
- Em 1 de abril de 2005 - a vila de Fujioka, a aldeia de Obara (ambas do Nishikamo distrito), as vilas de Asahi, Asuke e Inabu, e a aldeia de Shimoyama (tudo de Higashikamo distrito) foram fundidas na expandida cidade de Toyota. Higashikamo distrito foi dissolvido como resultado dessa fusão.
- Em 7 de julho de 2005 - a vila de Kiyosu absorveu as vilas de Nishibiwajima e Shinkawa (tudo de Nishikasugai distrito) para criar a cidade de Kiyosu.
- Em 1 de outubro de 2005 - a aldeia de Tsugu (do Kitashitara distrito) foi fundida na expandida vila de Shitara.
- Em 1 de outubro de 2005 - a vila de Atsumi (do Atsumi distrito) foi fundida na  expandida cidade de Tahara. Atsumi distrito foi dissolvido como resultado dessa fusão.
- Em 1 de outubro de 2005 - a cidade velha de Shinshiro absorveu a vila de Hōrai, e a aldeia de Tsukude (ambas do Minamishitara distrito) para criar a nova e expandida cidade de Shinshiro. Minamishitara distrito foi dissolvido como resultado dessa fusão.
- Em 27 de novembro de 2005 - a aldeia de Tomiyama (do Kitashitara distrito) foi incorporada pela aldeia expandida de Toyone.
- Em 1 de janeiro de 2006- a vila de Nukata (do Nukata distrito) foi fundida na cidade expandida de Okazaki.
- Em 1 de fevereiro de 2006 - a vila de Ichinomiya (do Hoi distrito) foi fundido na cidade expandida de Toyokawa.
- Em 20 de março de 2006 - as vilas de Nishiharu e Shikatsu (ambas do Nishikasugai distrito) foram fundidos para criar a cidade de Kitanagoya.
- Em 1 de abril de 2006 - a vila de Yatomi absorveu a aldeia de Jūshiyama (ambas do Ama distrito) para criar a cidade de Yatomi.
- Em 15 de janeiro de 2008 - as cidades de Mito e Otowa (ambos do Hoi distrito foram fundidas na cidade expandida de Toyokawa.
- Em 1 de outubro de 2009 - a vila de Haruhi (do Nishikasugai distrito) foi fundida na cidade expandida de Kiyosu, deixando Nishikasugai distrito com apenas uma municipalidade.
- Em 4 de janeiro de 2010 - a vila de Miyoshi (do  Nishikamo distrito) foi elevada para estatuto de cidade. Nishikamo distrito foi dissolvido como resultado dessa fusão.
- Em 1 de fevereiro de 2010 - a vila de Kozakai (do  Hoi distrito) foi fundido na cidade expandida de Toyokawa. Hoi distrito foi dissolvido como resultado dessa fusão.
- Em 22 de março de 2010 - as vilas de Jimokuji, Miwa e Shippō (tudo de Ama distrito) foram fundidos para criar a cidade de Ama.
- Em 1 de abril de 2011 - as vilas de Hazu, Isshiki e Kira (tudo de Hazu distrito) foram incorporados à expandida cidade de Nishio. Hazu distrito foi dissolvido como resultado dessa fusão.
- Em 4 de janeiro de 2012 - a vila de Nagakute (do Aichi distrito) foi elevado para estatuto de cidade; deixando o distrito de Aichi com apenas uma municipalidade.[1]